# Prayer for the Weekend
Prayer for the Weekend utkom 2007 och är det fjärde studioalbumet av den svenska rockgruppen The Ark. Det toppade albumlistan i Sverige, och nådde tredjeplatsen i Finland.
Albumet släpptes även i begränsad upplaga i en lyxigare Jakebox-förpackning. Detta var första gången någonsin som en "limited edition"-version av ett album låg på topplistan. I den offentliga statistiken räknas båda upplagorna ihop, men i GLF:s interna branschstatistik framgick att de båda upplagorna var för sig låg på Topp 20. Detta trots att Jakebox-versionen bara utgavs i en väldigt exklusiv upplaga som inte såldes i alla butiker.

## Låtlista
1. "Prayer for the Weekend" - 4:24
2. "The Worrying Kind" - 2:56
3. "Absolutely No Decorum" - 3:47
4. "Little Dysfunk You" - 4:09
5. "New Pollution" - 4:31
6. "Thorazine Corazon" - 3:44
7. "I Pathologize" - 2:54
8. "Death to the Martyrs" - 3:54
9. "All I Want is You" - 2:58
10. "Gimme Love to Give" - 3:59
11. "Uriel" - 5:42
12. "Any Operator Will Do" (bonusspår) - 3:37

## Listplaceringar
| Lista (2007) | Topplacering |
| ------------ | ------------ |
| Finland      | 3            |
| Sverige      | 1            |